# 野田英夫
野田 英夫（のだ ひでお、1908年7月15日 - 1939年1月12日）は、洋画家。アメリカ合衆国生まれの日系人。

## 略歴
1908年（明治41年）、カリフォルニア州サンタクララ郡アグニュー村（Agnew, 現・サンタクララ市）で、熊本県出身の日本人移民・野田英太郎とセキの二男（第二子長男？）として生まれる。英語名はベンジャミン・ノダ。当時、アグニューや近隣のアルビソなどサンノゼ郊外は、ベリーなどの農産物耕作に携わる日本人移民の中心地だった。
3歳のときに父の郷里熊本の叔父・羽島徳次に預けられ、熊本師範付属小学校、旧制熊本県立熊本中学校卒業後に帰国し、1929年にアラメダ郡のビードモント高校を卒業、アメリカ人家庭のスクールボーイとして働きながら絵を学び、カリフォルニア・ファイン・アーツを中退、1931年にニューヨークに出てウッドストック芸術村で開かれていたアート・ステューデンツ・リーグの夏季講座に参加し、同校教授アーノルド・ブランチや国吉康雄の支援を受け、壁画・テンペラ画を研究した。ここで知り合ったアメリカ人のルース・ケルツと同年に結婚し、ニューヨーク16th street のアパートで、貧しいながらもウォーカー・エバンスら若いアーチストらと交流しながら暮らした。

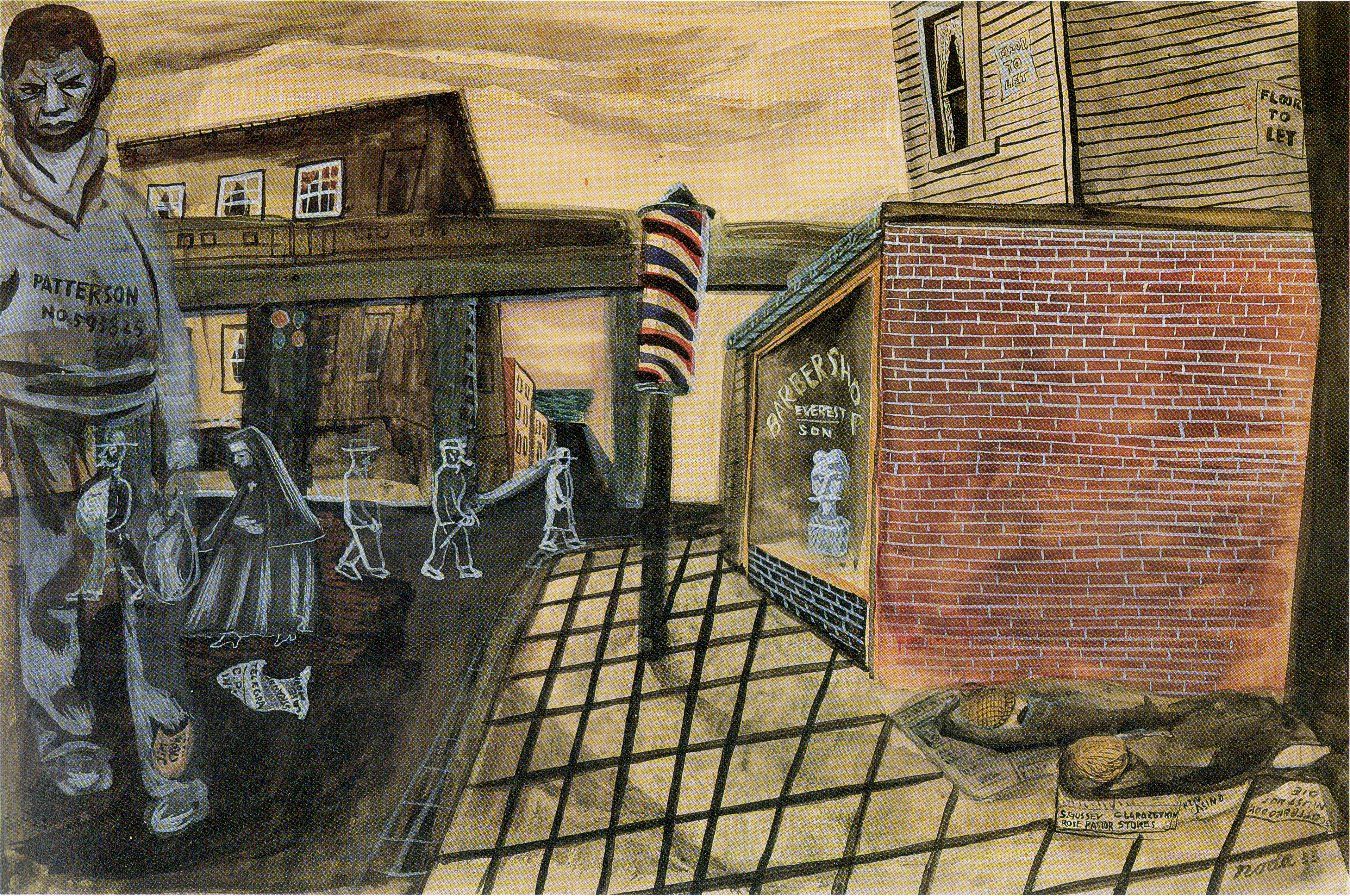
野田英夫「スコッツボロ・ボーイズ」(1933年)

共産党系の革命的作家集団「ジョン・リード・クラブ」に参加し、スコッツボロ事件（1931年に起こった黒人少年に対するでっち上げ裁判事件）を題材にした作品「スコッツボロの少年たち」で注目され、美術賞受賞や美術展出品、壁画制作などが続いた。当時アメリカでは公共事業促進局の連邦美術計画により、壁画などのパブリックアートの発注が盛んだった。
1933年（昭和8年）には、アメリカ共産党と関係を持ちながら、ニューヨークでディエゴ・リベラの壁画制作の助手を務めたが、翌年には再び来日、二科展に出品した。
一時アメリカに戻った後は、新制作派協会会員として活動したが、ルースと訪ねた黒姫で制作中に目の不調を訴え、翌年帝大病院で脳腫瘍のため早逝した。ルースはすでに帰国していたが日本の親族に看取られ、宇土郡不知火村永尾二本松（現・宇城市不知火町永尾）に埋葬された。版画家野田哲也は甥にあたる。

## アメリカ共産党との関係
1948年にアメリカ国務長官のアルジャー・ヒスがソ連のスパイであることを証言した元アメリカ共産党員のウィッテカー・チェンバーズは、1952年の著書『Witness』の中で実名を挙げて共産党員の諜報活動について暴露し、その中で野田英夫についても言及した。チェンバーズの伝記によると、東京でのスパイ活動支部作りをする地下工作員ドン（本名ジョン・シャーマン）の助手を探していたチェンバーズは、ロックフェラーセンターの壁画にスターリンを描いて騒動を起こしたディエゴ・リベラの助手をしていた野田に目をつけた。若く有望な画家であり、共産党員であり、日・英語に通じ、日本とも行き来がある野田は適任だった。また、(真偽は不明だか）野田は近衞文麿の親戚とも名乗っており、日本の大物と知り合いであることも理想的と思われた。チェンバーズは大学の級友だった左派系美術史家のメイヤー・シャピロを通じて野田と知り合い、快諾を得た。野田のコードネームは「ネッド」が使われた。結果として日本での支部作りは成功せず、野田の活用の場はなかったが、のちに野田の急死を知ったチェンバーズはスターリニストのエージェントに殺されたのだろうと語ったという。カルフォルニア美術学校時代からの野田の友人であり銀座の「コットンクラブ」の壁画も一緒に手掛けた寺田竹雄は、野田が日本へ戻ったのは情報収集が目的であり、野田から「使命をおびてやってきた」と打ち明けられていたという。

## 主な作品
- 風景 1932年（昭和7年） 水彩・紙 19.5×12.6
- 風景 1936年（昭和11年） 油彩・ボード 30.0×45.5
- 人物 制作年不詳 インク・紙 16.4×20.8
- 人物（市場の人々） 制作年不詳 水彩・紙 27.7×23.3
- 学園生活（ピードモント・ハイスクール壁画）1937年　フレスコ、油彩、テンペラ　274.0×272.0 - 熊本県立美術館へ当壁画を売却したビートモント高校はその収益で野田基金を設立した

## ギャラリー

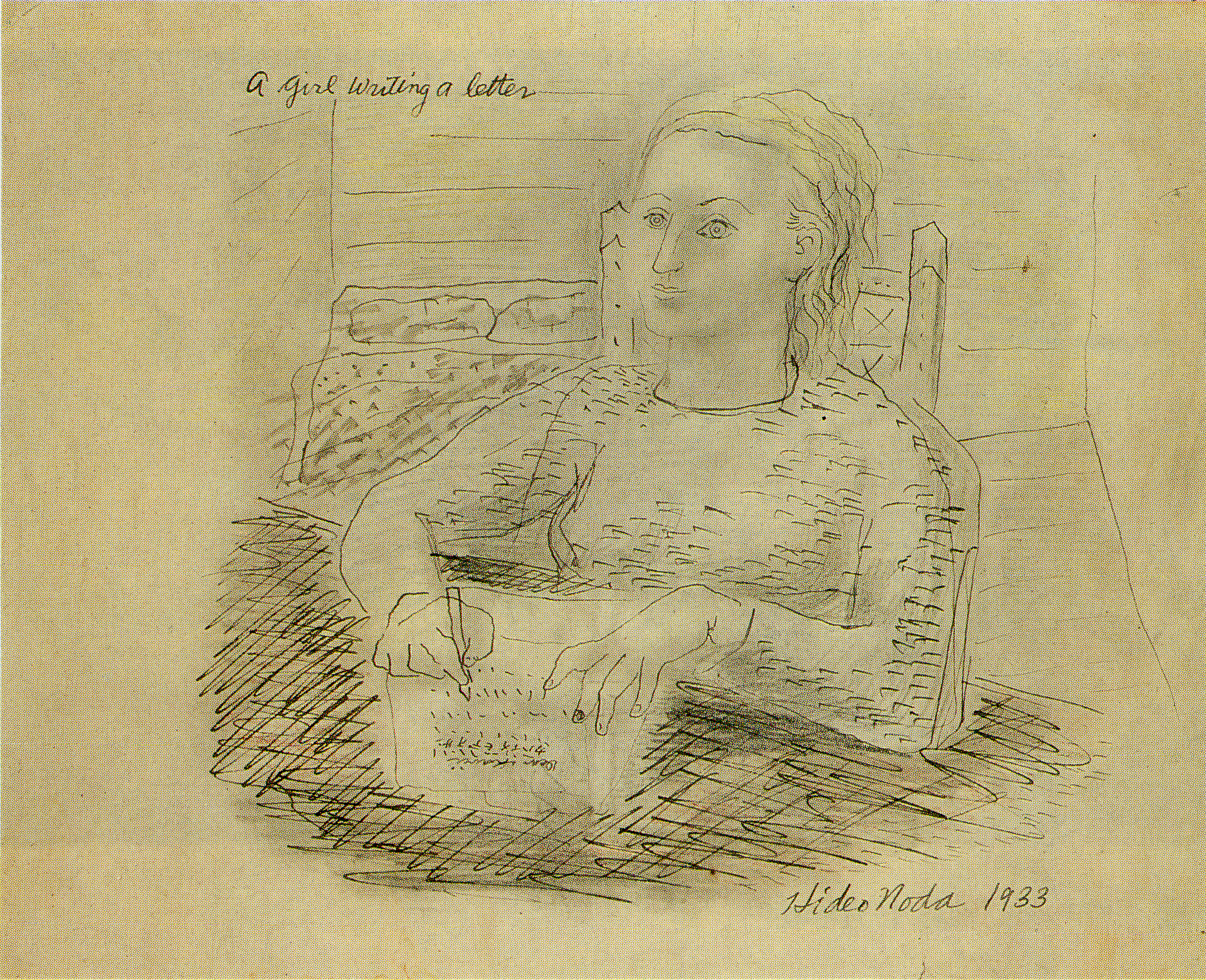
手紙をかく女(1933年)
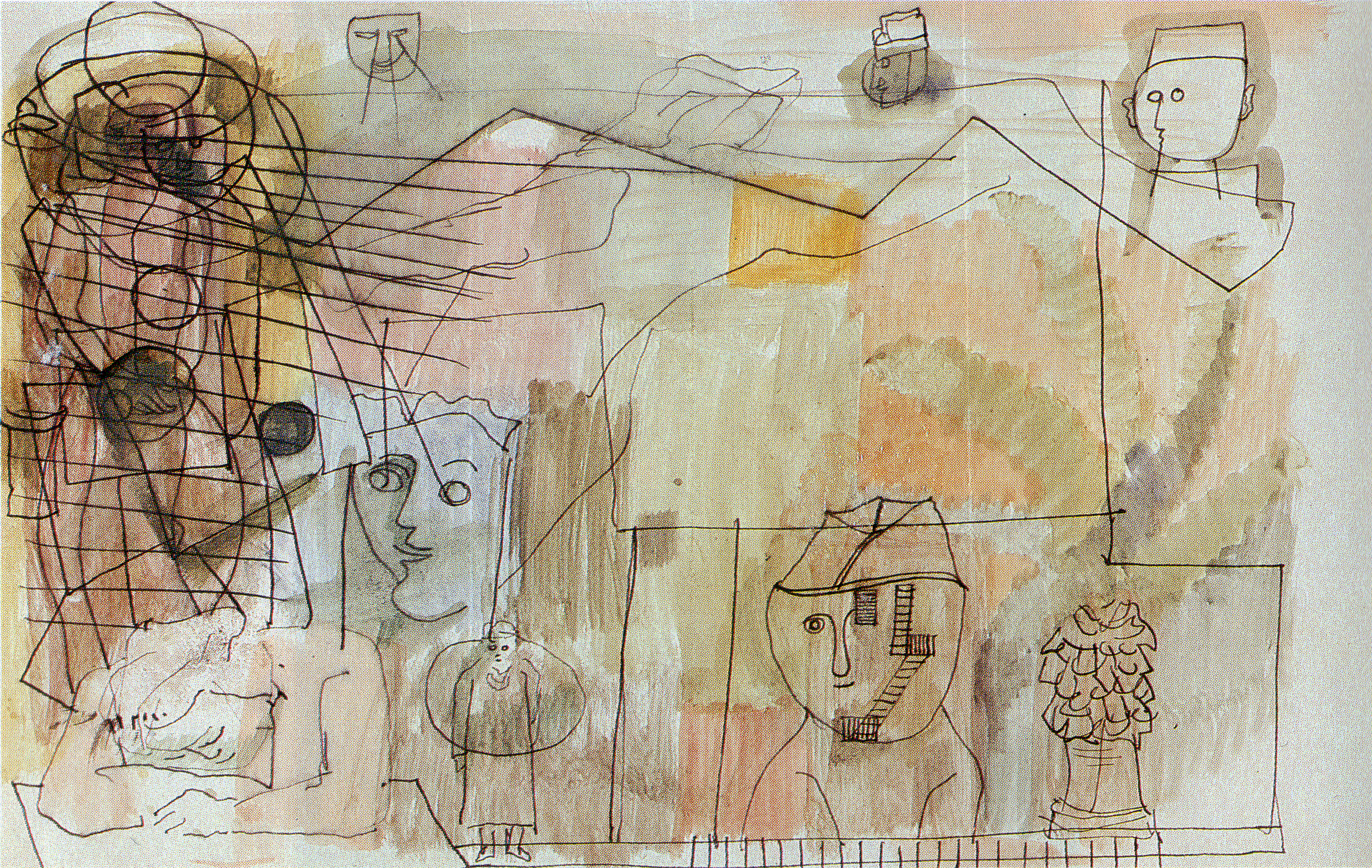
風景(1933年)
都会(1934年)
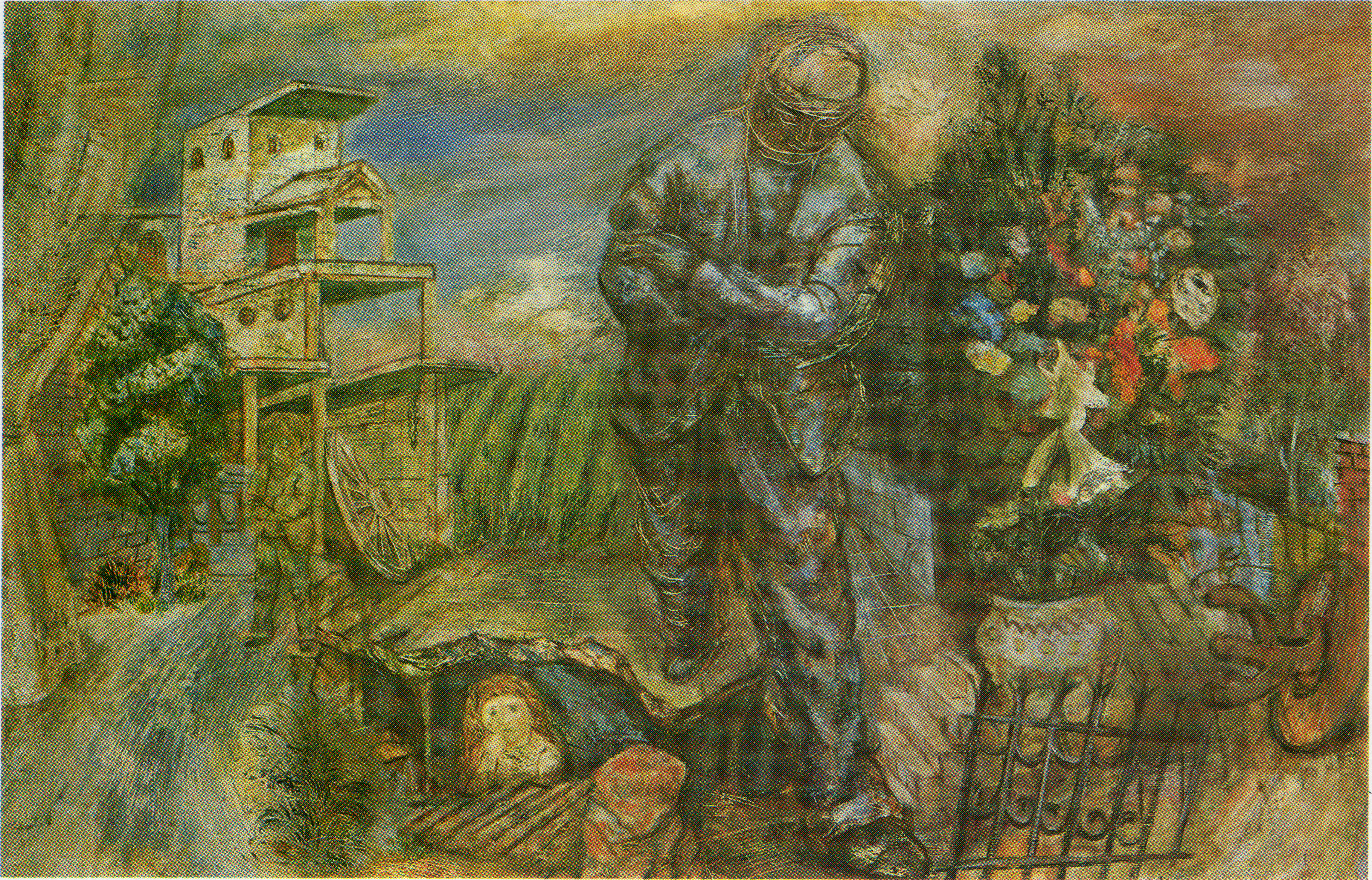
帰路(1935年)
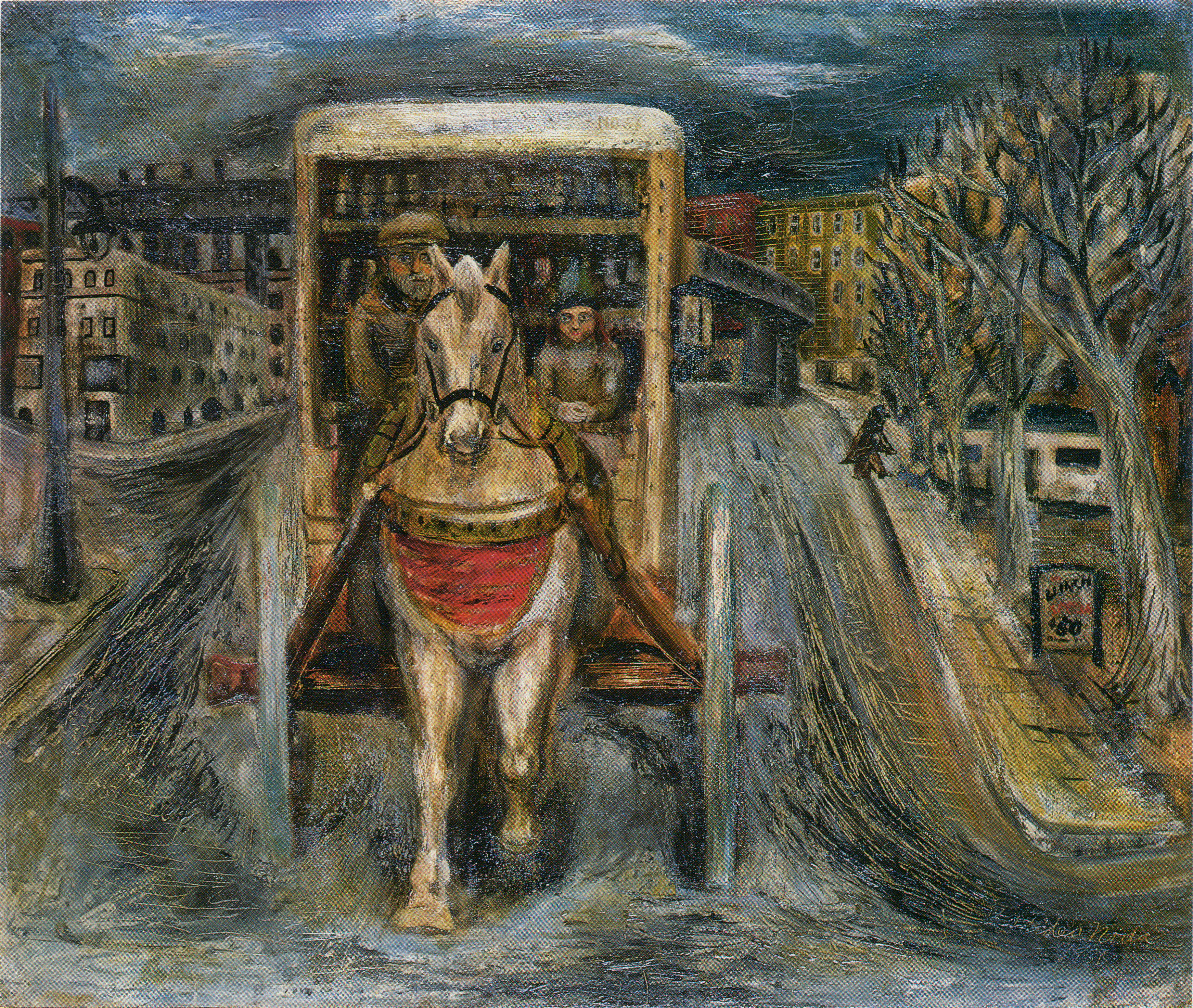
牛乳ワゴン(1936年)
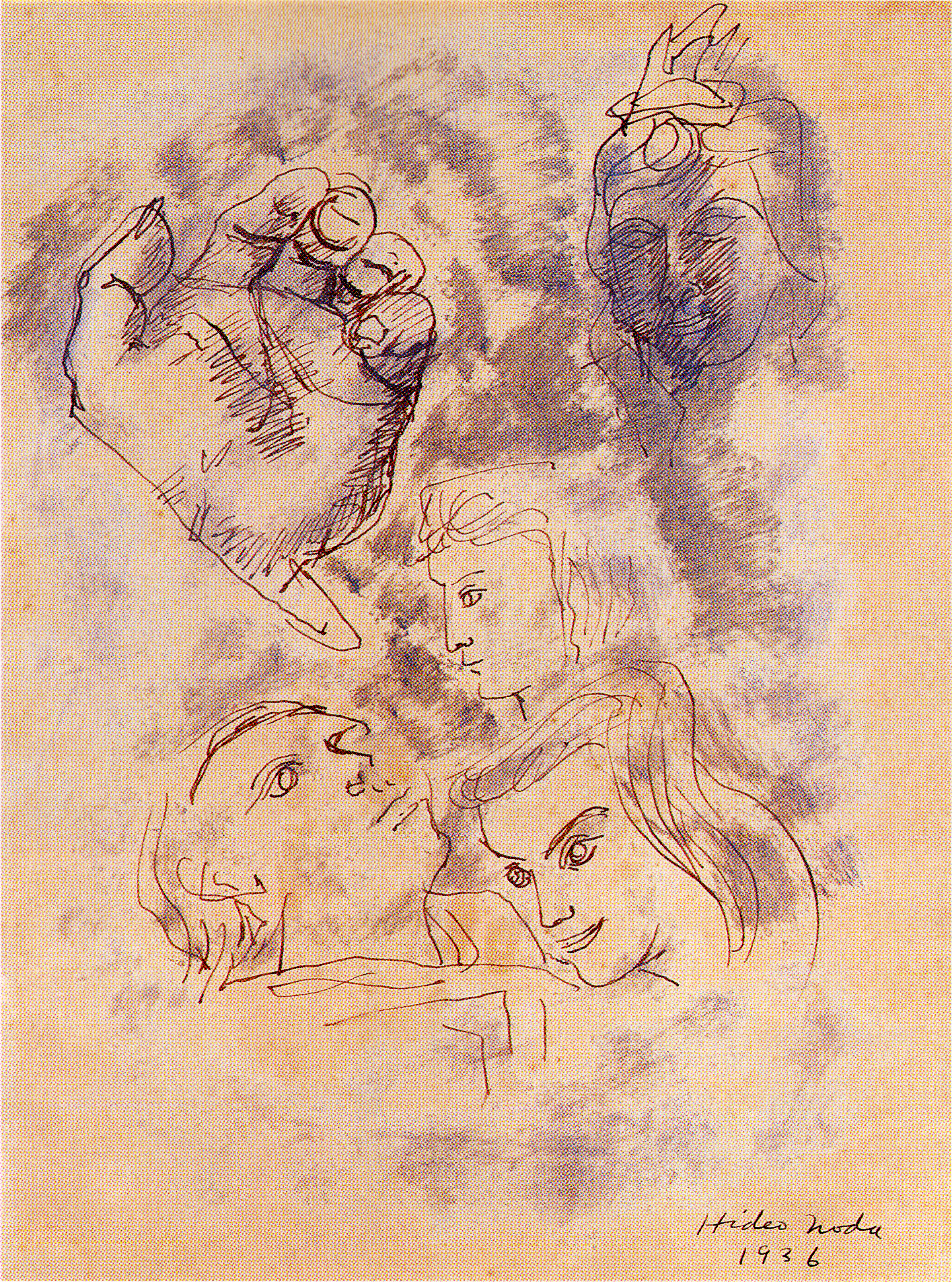
作品(1936年)
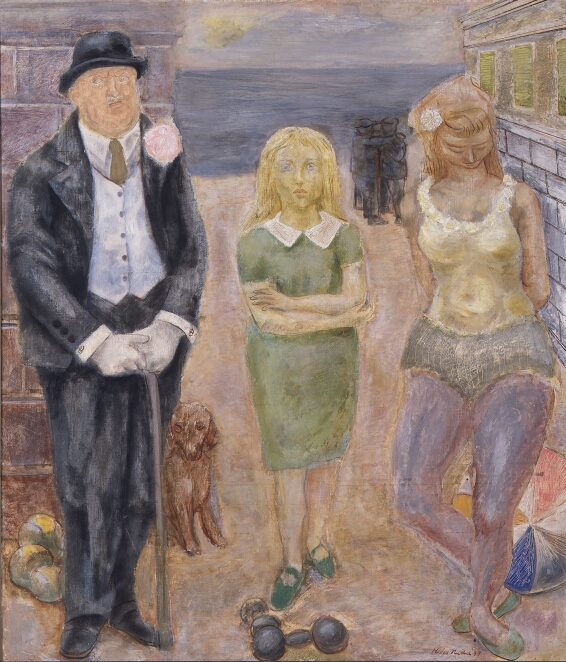
サーカス(1937年)
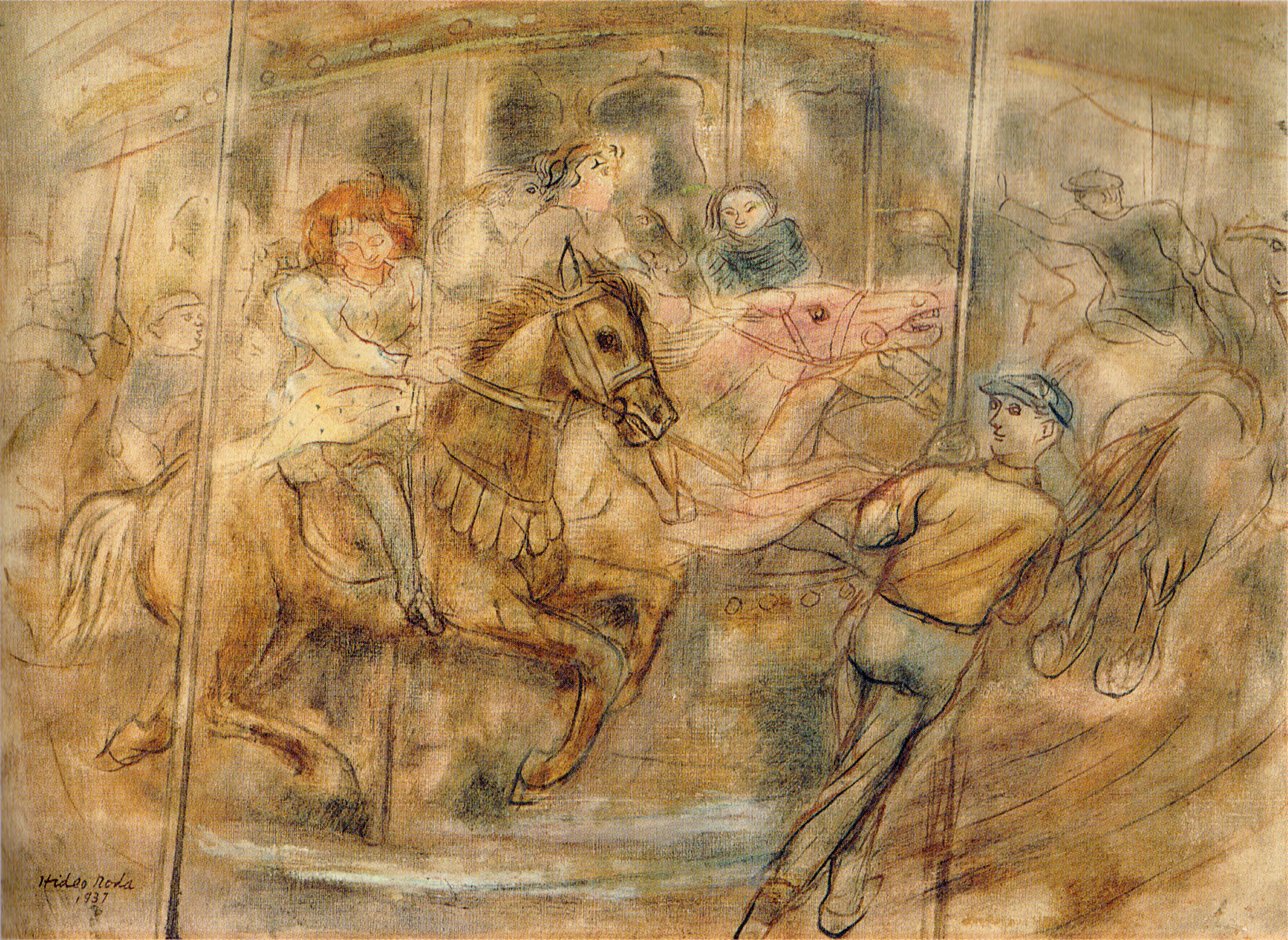
メリー・ゴー・ラウンド(1937年)
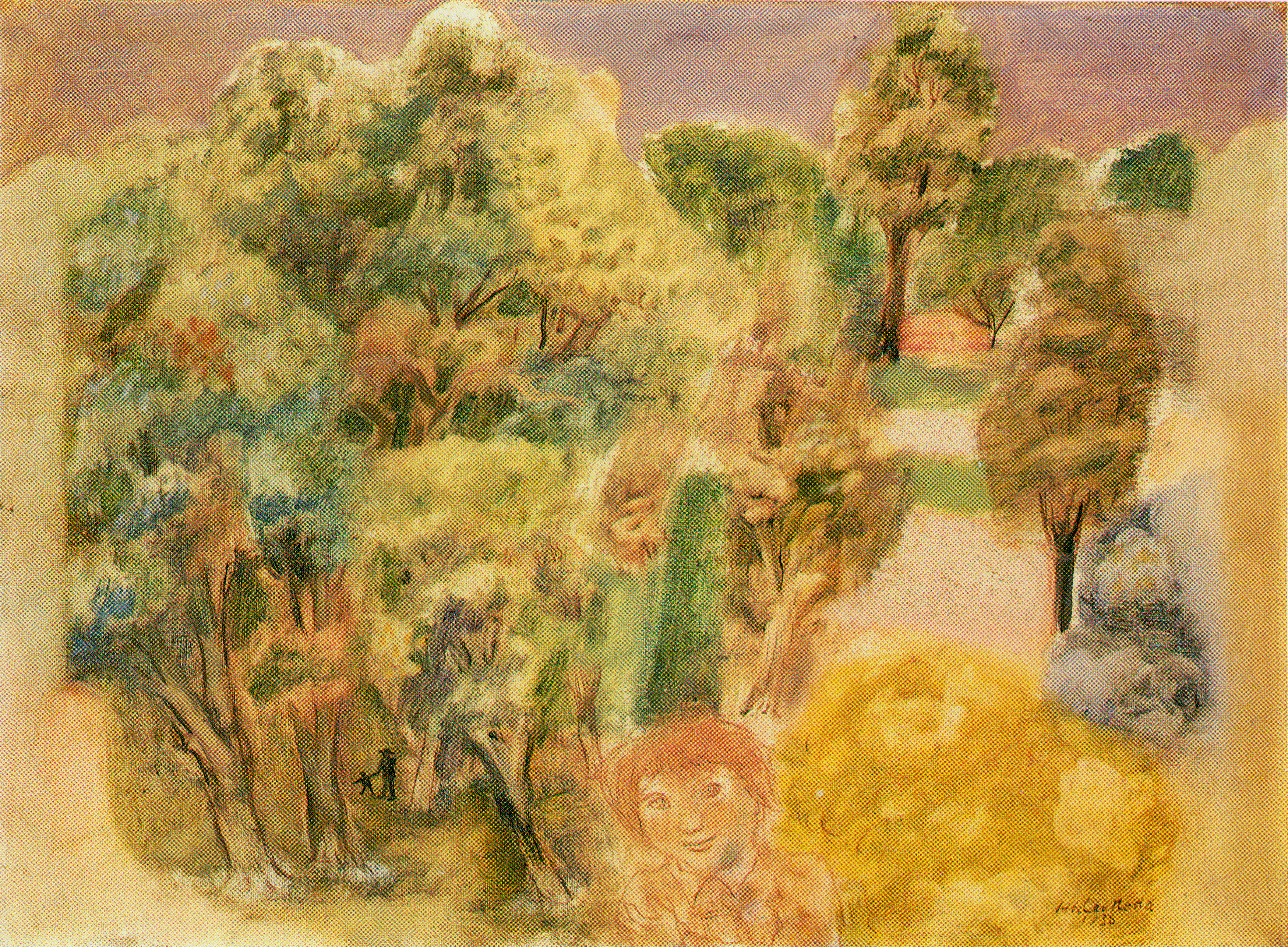
風景(1938年)
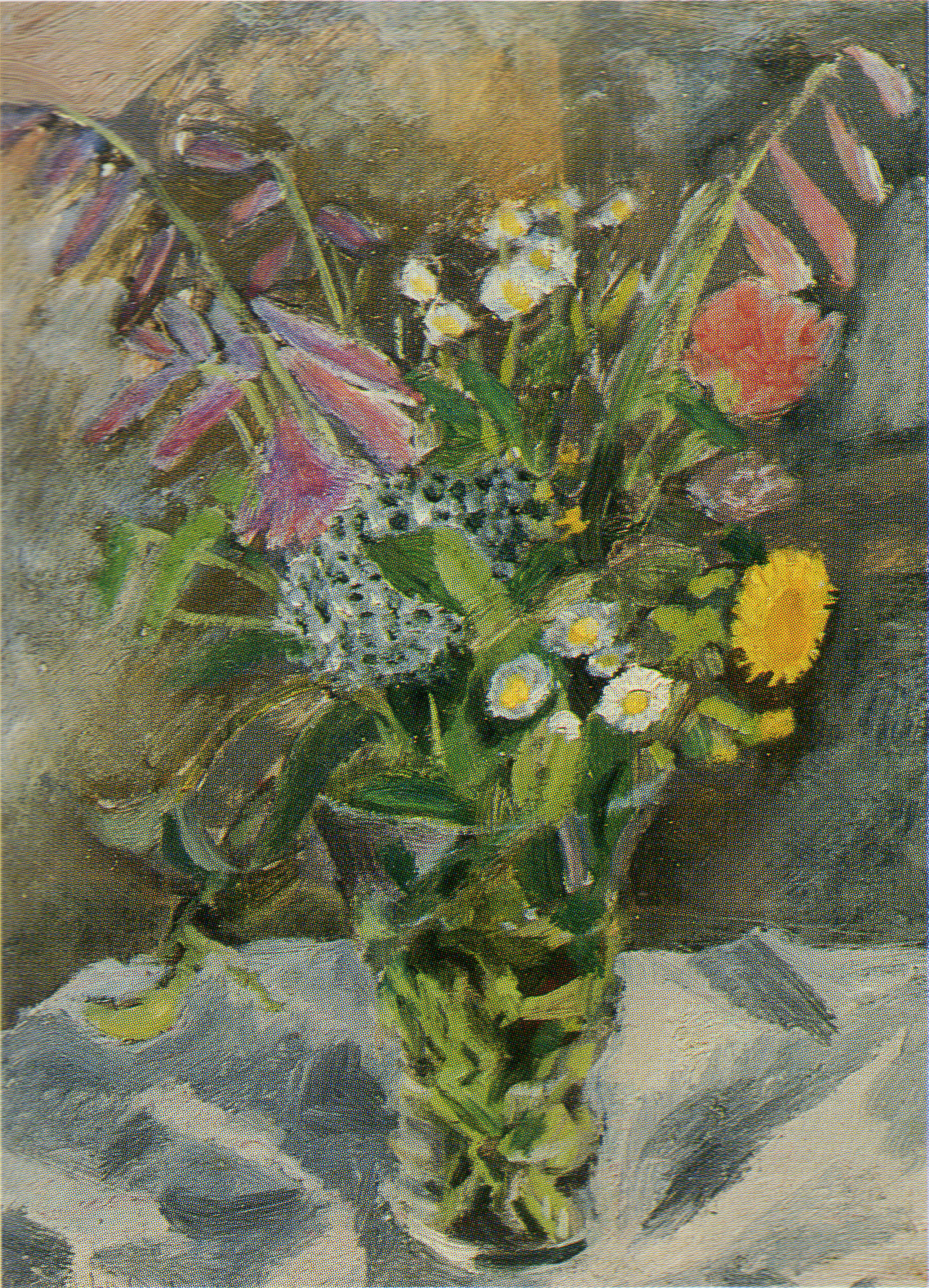
野尻の花(1938年, 絶筆)

## 関連図書
- 三田英彬『異端・放浪・夭折の画家たち』ブレーン出版、1989年
- 窪島誠一郎『漂泊―日系画家野田英夫の生涯』新潮社、1990年、ISBN 978-4103770015
- 窪島誠一郎『わが愛する夭折画家たち』講談社現代新書、1992年、p171-202.
- 熊本県立美術館編纂『熊本県の美術』思文閣出版、1995年